# Mittelpunkt Europas (Tillenberg)

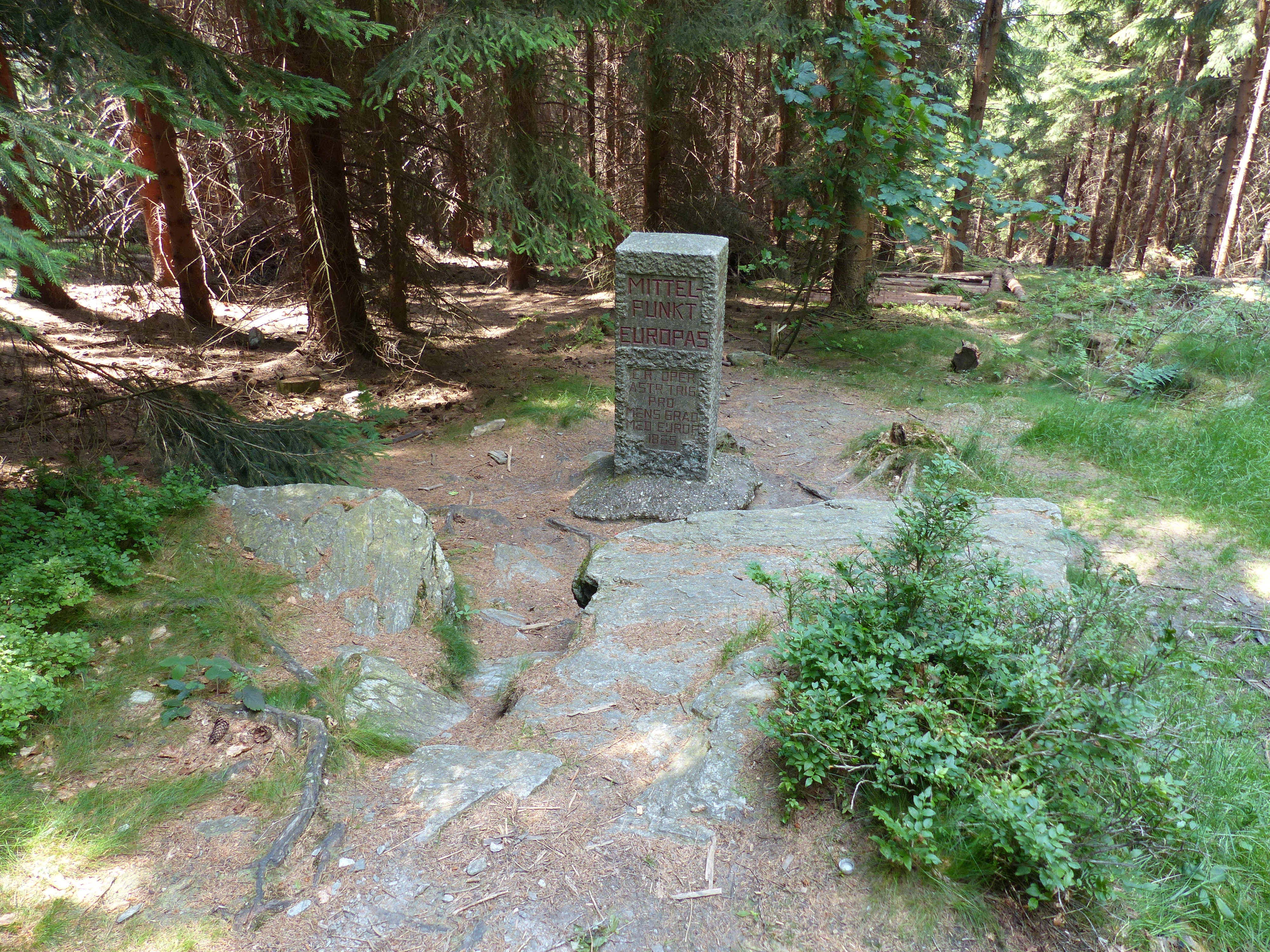
Gedenkstein

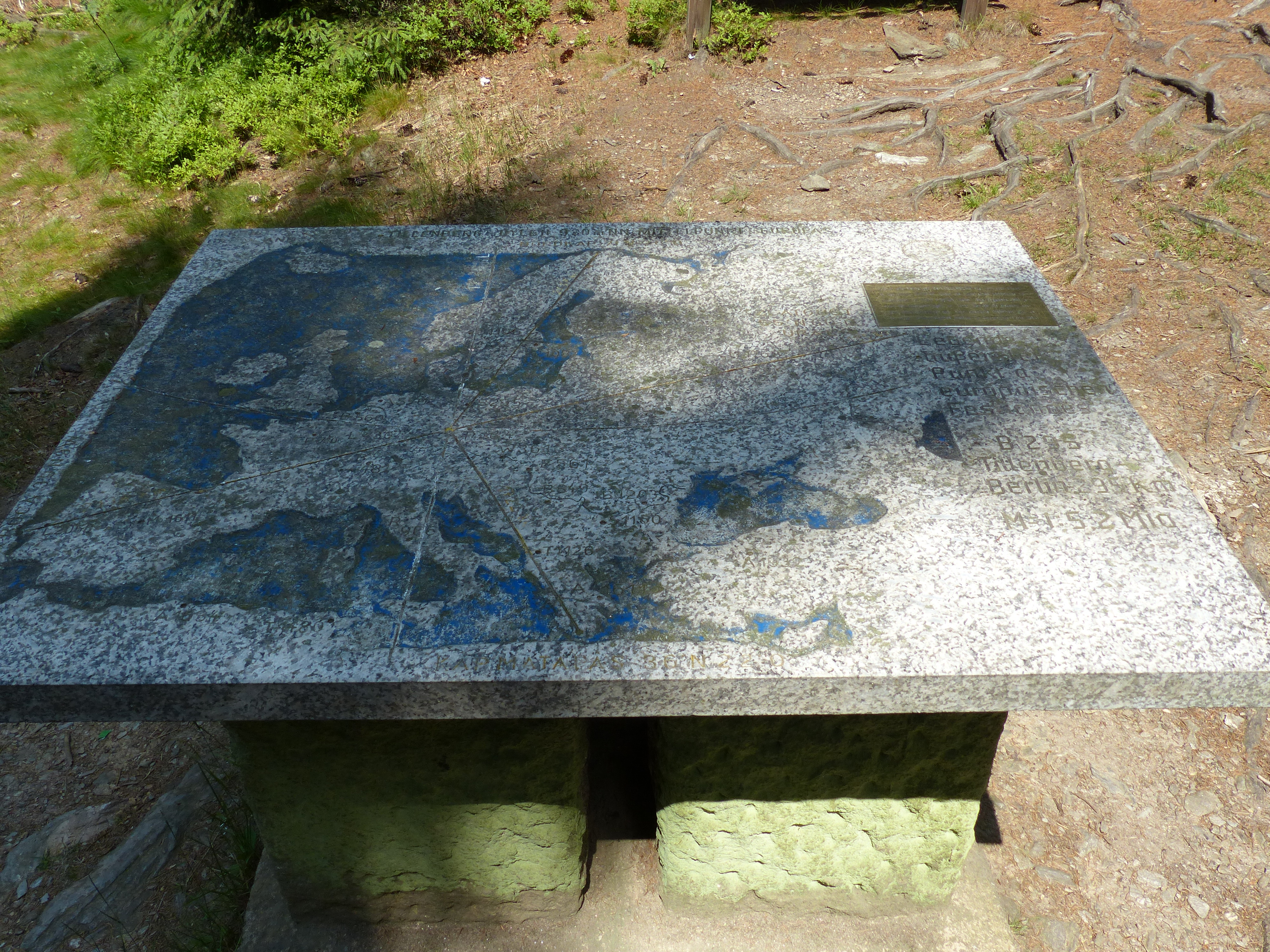
Tafel mit Landkarte

Der Mittelpunkt Europas auf dem Tillenberg ist der in der k.u.k.-Zeit errechnete Mittelpunkt Europas auf dem Tillenberg.
Zur Errechnung des Mittelpunktes von Europa gibt es verschiedene Ansätze. Ein Mittelpunkt liegt auf dem Tillenberg, unmittelbar an der deutsch-tschechischen Grenze. Vor Ort befindet sich ein Gedenkstein und eine steinerne Tafel mit einer Landkarte. Der Bereich ist Wanderziel verschiedener Wanderwege, die u. a. in Bad Neualbenreuth gestartet werden können. In unmittelbarer Nähe auf dem Berggrat befinden sich der Granatbrunnen und der Königsstein.